# Majadahonda (Gerichtsbezirk)
Der Gerichtsbezirk Majadahonda ist einer der 21 Gerichtsbezirke in der autonomen Gemeinschaft Madrid.
Der Bezirk umfasst 2 Gemeinden auf einer Fläche von 96,78 km² mit dem Hauptquartier in Majadahonda.

## Gemeinden
| Gemeinde                   | Einwohner (2024) | Fläche km² | Dichte Einw./km² | Cod INE | Postleitzahl        |
| -------------------------- | ---------------- | ---------- | ---------------- | ------- | ------------------- |
| Majadahonda                | 73.355           | 38,47      | 1.907            | 28080   | 28220–28222         |
| Las Rozas de Madrid        | 98.590           | 58,31      | 1.691            | 28127   | 28231, 28232, 28290 |
| Gerichtsbezirk Majadahonda | 171.945          | 96,78      | 1.777            | –       | –                   |